# 土井善晴
土井 善晴（どい よしはる、1957年2月8日 - ）は、日本の料理研究家、フードプロデューサー。大阪府出身。
十文字学園女子大学招聘教授・甲子園大学客員教授・学習院女子大学講師（食文化講座）・東京大学先端科学技術研究センター客員研究員。
過去に早稲田大学文化構想学部非常勤講師・早稲田大学感性領域総合研究所招聘研究員・立命館大学客員研究員、芦屋女子短期大学講師を務めた。
2022年、文化庁長官表彰。

## 来歴
家庭料理の第一人者であった料理研究家である土井勝・信子夫妻の次男として生まれる。
明星高等学校、芦屋大学教育学部産業教育学科（現・経営教育学部経営教育学科）卒業。
スイス・フランスでフランス料理を、大阪の「味吉兆」で日本料理を修業。
1992年、「土井善晴おいしいもの研究所」を設立。
特技はフランス語。
父・勝がレギュラー出演していた料理番組『おかずのクッキング』（テレビ朝日）を引き継ぎ20年以上出演するとともに、父親譲りの上品な優しい船場言葉で語られる軽妙なトークが持ち味で、『きょうの料理』（NHK Eテレ）などの料理番組に多数出演している。
既婚者で、娘の土井光も料理研究家。

## 人物
中学生時代は麻丘めぐみの熱烈なファンで、テレビ局まで追いかけてサインを貰い、その際の記念写真をテレビで公開したことがある。
好きな洋楽アーティストはビートルズ、特にポール・マッカートニーの大ファン。
大泉洋はテレビ番組等で度々モノマネを披露しており、『ドラバラ鈴井の巣』（北海道テレビ）では居酒屋の主人役として出演している。

### マラソン
2002年から健康のため、マラソンを始めた。これまで以下のマラソン大会で完走している。
- サロマ湖100kmウルトラマラソン（2008年より、5回完走）
- 富士登山競走山頂コース（チャレンジ2回）
- 奄美大島60kmジャングルトレイルマラソン
- 丹波ウルトラマラソン（60km）
- 富士五湖チャレンジウルトラマラソン（60km）
- 北海道ニセコトレラン（45km）

## 活動

### 食文化教育活動
- 十文字学園女子大学招聘教授　和食文化概論（2018年 - ）
- 東京大学先端科学研究センター客員研究員（2020年〜
- 甲子園大学客員教授（2018年 - ）
- 東京造形大学非常勤講師
- 学習院女子大学非常勤講師
- 元早稲田大学文化構想学部非常勤講師

### 食の場のプロデューサー／地域食の洗練化、レストラン総合開発
- 兵庫県丹波篠山
  - 「特産館ささやま」 - 無文銭弁当・笹ちまき・牛トロ丼
- 長野県小布施
  - 「小布施堂本店」 - 季節の料理（ミニ懐石・甘味）　
  - 「傘風楼」(洋食)・「蔵部」（かまど和食）
  - 栗菓子「朱雀」栗のお菓子　　開発指導
  - 長野オリンピック　アン王女パーティ企画演出／サマランチ会長パーティ企画演出
- 岡山県西粟倉
  - 旧ナイス大原カントリー/クラブハウス企画演出
- 栃木県那須
  - 旧那須グリーンカントリー/クラブハウス企画演出
  - 併設ホテルテルゲストハウス/レストラングラッシー
- 東京都千代田区大手町ファーストスクエア　NTT都市開発
  - 日本のお料理「味櫟」 - 櫟膳（スタッキング可）、パレット皿（北大路魯山人絵の具皿）
- 長野県 善光寺
  - 西之門よしのや「レストランさくら」- さくら懐石（さくら弁当・あつあつ蕎麦）

### 講座
WACCA池袋　／一般社団法人おいしいにっぽん・おいしいもの研究所主宰
日本の料理を初期化し、命を作る仕事である家庭料理の本質を伝える。変化する料理とその周辺を考察した食文化をメディアを通して提案する。日本の未来を担う若者に持続可能な日本らしい食を伝えることを目的としている。
- 「土井善晴の勉強会」
- 「大人の食育」
- 「土井善晴のお稽古ごと」

### 対談・講演会
- 糸井重里との対談「ほぼ日」「家庭料理のおおきな世界」
- 「日本の文化を感じる講演会シリーズ」
  - 土井善晴が「この人の言葉を聞いてもらいたい」という方をお迎えする講演会
    - 第2回（2016年7月30日）土井善晴 × 澤田康彦（「暮しの手帖」編集長）
    - 第3回（2016年10月10日）土井善晴 × 有森裕子（オリンピック女子マラソン メダリスト、日本陸上競技連盟理事）
    - 第4回（2017年1月14日）土井善晴 × 伊藤弥寿彦（自然映像制作ディレクター）
    - 第5回（2017年6月6日）土井善晴 × 佐藤卓（グラフィックデザイナー）
    - 第6回（2017年12月9日）土井善晴 × 中村桂子（JT 生命誌研究館 館長）
    - 第7回（2018年2月24日）土井善晴 × 遠藤尚太郎（築地ワンダーランド 監督） - 「日本の食文化の集積地　築地」
    - 第8回（2018年5月20日）土井善晴 × 古屋真弓（日本民藝館学芸員）・鈴木理恵（日本民藝協会『民藝』編集者） - 「民藝と家庭料理」
    - 第9回（2018年6月18日）土井善晴 × 養老孟司 - 「料理をする人、食べる人」
    - 第10回（2018年9月2日）土井善晴 × 坂茂（建築家）
    - 第11回（2018年11月19日）土井善晴 × 中村桂子（JT 生命誌研究館 館長）
    - 第12回（2019年2月17日）土井善晴 × 佐野誠市（十日町市博物館 館長） - 「縄文時代を考える」
    - 第13回（2019年4月23日）土井善晴 × 斉須政雄（レストラン コート・ドール シェフ） - レストラン コート・ドール 斉須政雄シェフに土井善晴がきく　〜美食のつくり方〜
    - 第14回（2019年6月23日）土井善晴 ×石川九楊（書家） - 「書のクッキング」

## メディア

### テレビ

#### 現在
- きょうの料理（不定期、NHK Eテレ）

#### 過去
- 食べて元気!ほらね（2003年4月5日 - 2008年3月22日、朝日放送テレビ）
- ドラバラ鈴井の巣（北海道テレビ） -  第7回「なんてったってアイドル!」（2004年10月14日 - 2004年12月23日） - 居酒屋の主人役
- いま得!（2005年6月 - 2006年3月24日、テレビ朝日）- 「土井善晴のおいしい一品」金曜
- ちい散歩（テレビ朝日）
  - 「土井善晴の食卓の美味しいおかず」（木曜、2006年4月 - 2009年3月）
  - 「土井善晴のおいしい散歩」（月1回木曜、2008年11月 - 2009年3月、2010年4月 - 2012年4月）
- 若大将のゆうゆう散歩（テレビ朝日）- 「土井善晴のおいしい散歩」（月1回金曜、2012年5月 - 9月）
- 裸の少年（2009年7月11日、テレビ朝日）
- 旅のチカラ「世界一の美食の町へ」（2013年5月29日、NHK BSプレミアム）
  - 「世界一の美食の街」と称賛されるスペイン・バスク地方の小さな街、サンセバスチャンを訪れる。
- チョイ住みin Cuba 野村周平と土井善晴（2016年7月21日、NHK）
- 遠くへ行きたい（読売テレビ）
  - 「ぐるっと琵琶湖！美味いもん探し」（2017年1月15日）
  - 「玄界灘 旬のうまいもん探し」（2017年9月3日）
  - 「うまい！めでたい！正月のごちそう探し」（2017年12月31日）
  - 「夏を乗り切る！ ごちそう探し」（2018年7月29日）
  - 「瀬戸内でええもん見つけた」（2019年2月3日）
- 視点・論点（NHK Eテレ）
  - 「正月料理のこころ」（2016年）
  - 「夏の料理は五感で楽しむ」（2016年7月8日）
  - 「料理する意味」（2017年2月7日）
  - 「和食の感性」（2018年2月26日）
- すごいですよ（テレビ朝日）- MC 爆笑問題
- 着信御礼!ケータイ大喜利（不定期　NHK総合）
- きょうの料理60周年記念番組『家庭料理と民藝をめぐる旅』（2018年3月28日）
- 空飛ぶかつおぶし〜海外のシェフに渡したら、こんな料理になりました〜（2018年9月2日、静岡放送）- MC
- プレバト!!（毎日放送） - 審査員（盛り付け）
- 林先生が驚く初耳学!（不定期、毎日放送）
- 土井善晴の美食探訪（2017年10月2日 - 2020年3月24日、BS朝日）
- おかずのクッキング（テレビ朝日）
- クローズアップ現代「“ええかげん”でいい 土井善晴 自由を感じる家庭料理の提案」（2025年7月8日、NHK総合）[4]

### ラジオ
現在
- 『ラジオ深夜便』 ないとガイド 旬の味・旬の食材（NHKラジオ第1）
- 『GOOD NEIGHBORS』（J-WAVE、不定期出演）- ナビゲーター・クリス智子

過去
- 『ラジオ深夜便』 にっぽんを味わう 和食（毎月第3水曜日（火曜日深夜）、NHKラジオ第1）

### 映画
- 『土を喰らう十二ヵ月』（料理監修、2022年）
- 『映画 情熱大陸 土井善晴』（出演、2024年）

### CM
- 日清クッキングフラワー（日清フーズ）[5]　2015年5月～
- 象印マホービン（2016年〜2018年）

## 著書
- 『四季の魚料理』晶文社出版, 1996.12
- 善晴さんちのおいしい食卓 テレビ朝日事業局出版部, 1997.7

1) とっておき!ご飯と汁
2 たっぷり野菜の元気おかず
3 魚が主役の、今夜のおかず
- 『日本の家庭料理独習書』高橋書店, 2001.12
- 『新米ミセスの夜・ご・は・ん』集英社, 2003.2
- 『土井善晴の野菜党宣言』世界文化社, 2003.6
- 『土井家の「一生もん」2品献立 みんなが好きな「きれいな味」の作り方。』講談社のお料理book) 2004.12

- 『土井善晴の男の料理教室 ABC朝日放送「食べて元気!ほらね」』学習研究社, 2005.10
- 『四季の魚料理』矢野正善 写真. 角川春樹事務所 (グルメ文庫), 2005.2
- 『土井善晴の家庭の和食 土井善晴のDVD料理教室』(講談社DVD book. 実用シリーズ) 2006.1
- 『土井家のおいしいもん 春夏秋冬ほしかったのはこんな味』講談社, 2006.10
- 『週刊 土井善晴のわが家で和食』（デアゴスティーニ・ジャパン、全101巻）- 2005年9月20日〜2007年9月11日まで毎週刊行しており[6]、その後改訂版として2009年2月11日から2011年1月25日まで刊行された[7]。なお、同社では刊行終了後もウェブサービスおよびバックナンバー販売を2012年8月31日まで行っていた[6]。
- 『お箸で食べる洋食 ご飯とみそ汁に合う、土井家の絶品洋食!』(講談社のお料理book) 2007.10
- 『祝いの料理』テレビ朝日コンテンツ事業部, 2007.12
- 『土井善晴の魚料理 さばいて、おいしく』日本放送出版協会, 2009.10
- 『まねしたくなる土井家の家ごはん』講談社+α文庫 2009.10
- 『ふだんの料理がおいしくなる理由 「きれい」な味作りのレッスン』講談社のお料理book) 2009.12
- 『日本のお米、日本のご飯』(講談社のお料理book) 2009.2
- 『土井善晴の定番料理はこの1冊 「おいしい」と言われるワンポイント』光文社, 2009.6
- 『土井善晴さんちの名もないおかずの手帖』講談社のお料理book) 2010.3
- 『ごちそうのかたち』テレビ朝日コンテンツビジネスセンター, 2010.6
- 『土井善晴のレシピ100』（学研プラス、2012年3月）
- 『土井善晴の男メシ 家庭料理の巨匠から伝授されたホンモノの"男メシ"の料理術』(週刊プレイボーイ特別編集ムック) 集英社, 2012.9
- 『土井善晴の懐かしごはん』(NHKきょうの料理シリーズ) NHK出版, 2014.5
- 『土井善晴さんちの「名もないおかず」の手帖』講談社+α文庫 2015.5
- 『おいしいもののまわり』（グラフィック社、2015年12月）
- 『一汁一菜でよいという提案』（グラフィック社、2016年10月）のち新潮文庫
- 『土井善晴の素材のレシピ』（テレビ朝日出版、2019年3月）
- 『くらしのための料理学』学びの基本シリーズ（NHK出版、2021年4月）
- 『一汁一菜でよいと至るまで』（新潮社、2022年6月）

### 共著
- 『ねこくんこんやはなにたべる? ぎょうざをつくろう』本間ちひろ作, 土井善晴 レシピ. リーブル, 2004.8
- 『マンガ版お料理入門 (講談社のお料理book) 小波田えま共著. 2008.9
- 『男の料理入門塾 いくつになっても始められる』亀渕昭信共著. 学研パブリッシング, 2010.11
- 『マンガお料理再発見! 「おいしい」には、いちいち理由があるのです (オレンジページムック) 小波田えま共著, 2015.10
- 『料理と利他』中島岳志共著（ミシマ社　2020年12月）
- 『お味噌知る。』土井光共著（世界文化社 2021年11月）
- 『土井善晴　一汁一菜の未来』（平凡社 別冊太陽 日本のこころ 2022年3月）、図版紹介

## 執筆
- ちゃぶ台（ミシマ社） - 生活者のための総合雑誌
- ひととき（新幹線車内誌・株式会社ウェッジ） - 毎月連載「土井善晴のおいしいもんには理由がある」（2018年11月〜）
- 波（新潮社） - 毎月連載「おいしく生きる」（2018年11月〜201９年１０月）